# Binzwangen (Colmberg)

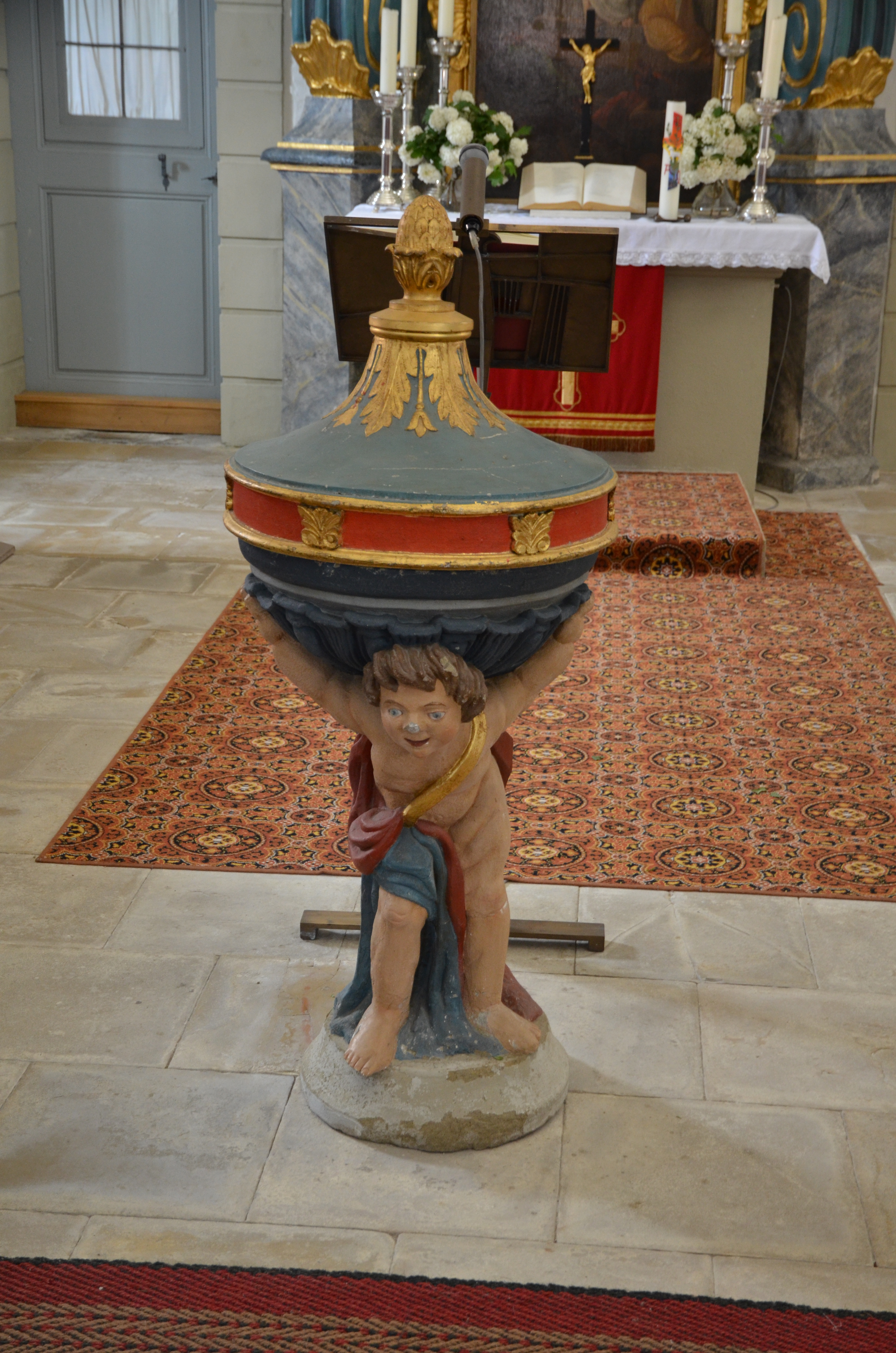
Taufstein von 1750

Binzwangen ist ein Gemeindeteil des Marktes Colmberg im Landkreis Ansbach (Mittelfranken, Bayern). Die Gemarkung Binzwangen hat eine Fläche von 11,413 km². Sie ist in 884 Flurstücke aufgeteilt, die eine durchschnittliche Fläche von 12.910,34 m² haben. In ihr liegen neben dem namensgebenden Ort die Gemeindeteile Oberhegenau und Unterhegenau.

## Geografie
Das Pfarrdorf liegt an der Altmühl und am Lachengraben, der dort als rechter Zufluss in die Altmühl mündet. Im Osten liegen der Bergbuck und das Bergfeld, im Südwesten der Rombühl. 0,9 km nordöstlich von Binzwangen steht eine Eiche, die als Naturdenkmal ausgezeichnet ist.
Eine Gemeindeverbindungsstraße führt zur Staatsstraße 2245 (1,3 nordöstlich) bzw. zur Staatsstraße 2250 und dort als Kreisstraße AN 5 weiter nach Dornhausen (3,1 km südlich). Weitere Gemeindeverbindungsstraßen führen nach Stettberg (2 km westlich) und zur St 2245 bei Oberhegenau (1,2 km östlich). Binzwangen war Station einer alten Straße, die vom westlichen Mittelfranken in die Weinanbaugebiete des Mains führte. Der Ort liegt außerdem auf dem Jakobspilgerweg von Prag nach Santiago de Compostela sowie am Fränkischen Marienweg.

## Geschichte
Wie Funde (Steinbeil, Pfeilspitze, kleiner Schaber) im Umfeld beweisen, zogen bereits steinzeitliche Jäger um 5000 v. Chr. durch die Altmühlauen. Die Wortendung „–wangen“ ist typisch für Siedlungen, die von Alamannen (vermutlich im 3. Jahrhundert) gegründet wurden. Erstmals namentlich erwähnt wird Binzwangen in einer Urkunde des Chorherrenstiftes Herrieden vom 24. Februar 888.
Seit wann es in Binzwangen eine Kirche gibt, ist unklar. Die Patrozinia der heutigen Kirche (St. Sebastian, Cornelius und Cyprian) deuten darauf hin, dass dies bereits im 9. Jahrhundert der Fall gewesen sein könnte. Ebenfalls unklar bleibt, wessen Filiale die Kirche war und ab wann sie zur Pfarrei erhoben wurde. Es steht aber fest, dass dies bereits vor der Reformation der Fall war.
1330 kamen Ort und Kirche in den Besitz des Klosterstiftes in Spalt. Auch nach Einführung der Reformation blieb das Patronat zunächst formell beim Stift in Spalt, wurde aber vom Bistum Eichstätt verwaltet. Am 18. Februar 1601 wurde dieser Zustand von Markgraf Georg Friedrich I. gewalttätig beendet. Eine neue Heimat fanden hier in der zweiten Hälfte des 17. Jahrhunderts evangelische Glaubensvertriebene aus Österreich.
Im 16-Punkte-Bericht des brandenburg-ansbachischen Oberamts Colmberg von 1608 wurden für Binzwangen 36 Mannschaften verzeichnet, die alle das eichstättische Amt Herrieden als Grundherrn hatten. Das Hochgericht übte das Vogtamt Colmberg aus, was aber bereits seit 1600 vom brandenburg-bayreuthischen Schultheißenamt Markt Bergel strittig gemacht wurde. Im 16-Punkte-Bericht des Oberamts Colmberg von 1681 wurden für Binzwangen weiterhin 36 Mannschaften verzeichnet, die alle eichstättisch waren: 13 Anwesen unterstanden dem Kastenamt Herrieden, 16 Anwesen dem Propsteiamt Herrieden, 6 Anwesen dem Heiligen zu Binzwangen, 1 Anwesen der Pfarrei Binzwangen. Die hochgerichtlichen Verhältnisse waren auch zu dieser Zeit umstritten.
Gegen Ende des 18. Jahrhunderts bildete Binzwangen mit Oberhegenau eine Realgemeinde. In Binzwangen gab es weiterhin 36 Anwesen. Das Hochgericht übte das brandenburg-bayreuthische Schultheißenamt Markt Bergel aus. Die Dorf- und Gemeindeherrschaft hatte das eichstättische Vogtamt Aurach. Alle Anwesen hatten das Hochstift Eichstätt als Grundherrn (Propsteiamt Herrieden: 2 Höfe, 1 Gütlein, 2 Köblergüter, 2 Söldengüter, 23 Söldengütlein, 1 Mühle, 1 Schmied-Söldengütlein, 3 Tafernwirtschaften; Vogtamt Aurach: 1 Söldengütlein). Neben den Anwesen gab es noch kirchliche Gebäude (Pfarrkirche, Pfarrgut) und kommunale Gebäude (Kuh-Hirtenhaus, Ochsen-Hirtenhaus, Schulgut, freieigenes Haus, Brechhaus).
Im Geographischen statistisch-topographischen Lexikon von Franken (1799) wird der Ort folgendermaßen beschrieben:

„Binzwang, Marktflecken im Bayreutischen an der Gränze gegen das Vogtamt Colmberg, liegt an der Altmühl 4 Stunden von Wahrberg gegen Norden hin. Das eichstättische Ober- und Vogtamt Wahrberg-Aurach hat allda Gericht, Recht und Vogtey, den Gassenfrevel, den Kirchweyhschutz, die Ehhaft, die Gemeindsherrlichkeit und den Hirtenstab, dann etlich und 30 Unterthanen, das fürstliche Steueramt des Collegiatstifts Herrieden aber 1.
Die dortige Kirche zu St. Sebastian mit einem schönen und massiven Thurm gehört sammt dem Pfarr- und Schulhaus ebenfalls dem Bisthume Eichstätt.
Im Jahre 1601 den 18ten Hornung eben an einem Sonntage nahm Markgraf Georg Friedrich von Brandenburg Onolzbach die Pfarr gewalthätig und setzte statt des catholischen Pfarrers, dergleichen jederzeit daselbst war, einen evangelischen mit bewafneter Hand ein, worauf von dem kaiserlichen Kammergericht wider den Markgrafen den ersten September des nemlichen Jahrs ein kaiserliches poenal mandat de restituendo erkannt wurde.
Ueber den dortigen Amanhof trat schon im Jahre 1455 Meister Thomas Pirkheimer Probst zu Herrieden dem eichstättischen Bischoffe Johann von Eych die probsteyliche Lehenherrschaft und die Gerichtsfälle ab, welche Abtretung aber erst im Jahre 1468, weil sich des Kapitels Einwilligung [Sp. 389] verzog, vollends zu Stand kam. Im Jahre 1537 und 1538 übergab Probst Ludwig Eyb zu Herrieden dem Eichstättischen Bischoffe Christoph, einem gebohrnen Reichsgrafen von Pappenheim diesen Amanhof selbst gegen eine gewieße jährliche Geld und Getraidsumme, bis solcher endlich sammt den übrigen im Jahre 1578 mit päbstlicher Bewilligung ganz zur bischöfflichen Tafel gezogen wurde. Im Jahre 1628 verkaufte Johann Höfelein, Aman zu Binzwang, dieses Amt sammt allen Zugehörungen für 4300 und 100 Thaler Leykauf an Eichstätt.“

Von 1797 bis 1808 unterstand der Ort dem Justizamt Leutershausen und Kammeramt Colmberg.
1806 kam Binzwangen an das Königreich Bayern. Im Rahmen des Gemeindeedikts wurde 1808 der Steuerdistrikt Binzwangen gebildet, zu dem Oberhegenau, Stettberg und Unterhegenau gehörten. Die Ruralgemeinde Binzwangen entstand 1810 und war deckungsgleich mit dem Steuerdistrikt. Sie war in Verwaltung und Gerichtsbarkeit dem Landgericht Leutershausen zugeordnet und in der Finanzverwaltung dem Rentamt Colmberg. Mit dem Zweiten Gemeindeedikt (1818) wurde Stettberg eine eigenständige Ruralgemeinde. 1836 beantragten die Bewohner von Unterhegenau die Umgemeindung nach Obersulzbach. Dies wurde genehmigt unter der Auflage, die dabei entstehenden Kosten von 250 fl. zu tragen, woraufhin der Antrag zurückgezogen wurde.
Von 1862 bis 1879 gehörte Binzwangen zum Bezirksamt Ansbach, ab 1880 zum Bezirksamt Rothenburg ob der Tauber (1939 in Landkreis Rothenburg ob der Tauber umbenannt). Die Gerichtsbarkeit blieb beim Landgericht Leutershausen, von 1880 bis 1973 war das Amtsgericht Rothenburg ob der Tauber zuständig, das 1973 zu einer Zweigstelle des Amtsgerichts Ansbach wurde. Die Finanzverwaltung wurde 1880 vom Rentamt Rothenburg ob der Tauber übernommen (1919 in Finanzamt Rothenburg ob der Tauber umbenannt), das seit 1973 eine Zweigstelle des Finanzamts Ansbach ist. Die Gemeinde hatte 1964 eine Gebietsfläche von 11,384 km².
Am 1. Mai 1978 wurde Binzwangen im Zuge der Gebietsreform in Bayern nach Colmberg eingemeindet.

### Baudenkmäler
In Binzwangen gibt es elf Baudenkmäler:
- Evangelisch-lutherische Pfarrkirche St. Sebastian, Cornelius und Cyprian: Während des Dreißigjährigen Krieges wurde die ursprüngliche Kirche nicht verwüstet. Als sie aber Mitte des 18. Jahrhunderts als zu klein und zu baufällig galt, wurde sie weitestgehend abgetragen. 1749/51 wurde unter der Leitung des Baumeisters Johann Georg Entenberger ein neuer Turm errichtet, das Kirchenschiff erhöht und die Kirche mit einer neuen Innenausstattung versehen und insgesamt im Markgrafenstil umgestaltet. Sehenswert ist der Taufstein aus dem Jahr 1750.[20]
- Friedhofsmauer
- Haus Nr. 1: Pfarrhaus mit Pfarrstadel
- Haus Nr. 2: Ehemaliges Wohnstallhaus
- Haus Nr. 3: Ehemaliges Wohnstallhaus
- Haus Nr. 12: Wohnhaus
- Haus Nr. 14: Gasthaus
- Haus Nr. 23: Hofhaus
- Haus Nr. 38: Wohnhaus
- Haus Nr. 42: An das Tor von Haus Nr. 43 anstoßender Krüppelwalmbau des frühen 19. Jahrhundert mit aufgedoppelter Haustür.[21]
- Haus Nr. 43: Wirtschaftsgebäude und ehemaliges Amtshaus

### Einwohnerentwicklung
Gemeinde Binzwangen
| Jahr      | 1818   | 1840   | 1852   | 1855   | 1861   | 1867   | 1871   | 1875   | 1880   | 1885   | 1890   | 1895   | 1900   | 1905   | 1910   | 1919   | 1925   | 1933   | 1939   | 1946   | 1950   | 1952   | 1961   | 1970   |
| Einwohner | 316    | 395    | 356    | 355    | 356    | 347    | 359    | 361    | 364    | 392    | 386    | 377    | 388    | 378    | 377    | 403    | 371    | 369    | 338    | 482    | 453    | 428    | 326    | 290    |
| Häuser    | 69     | 67     |        |        |        |        | 70     |        |        | 74     | 73     |        | 78     |        |        |        | 75     |        |        |        | 75     |        | 74     |        |
| Quelle    | [ 23 ] | [ 24 ] | [ 25 ] | [ 25 ] | [ 26 ] | [ 27 ] | [ 28 ] | [ 29 ] | [ 30 ] | [ 31 ] | [ 32 ] | [ 33 ] | [ 34 ] | [ 33 ] | [ 35 ] | [ 33 ] | [ 36 ] | [ 33 ] | [ 33 ] | [ 33 ] | [ 37 ] | [ 33 ] | [ 16 ] | [ 38 ] |

Ort Binzwangen
| Jahr      | 001818 | 001840 | 001861 | 001871 | 001885 | 001900 | 001925 | 001950 | 001961 | 001970 | 001987 | 002007 | 002020 |
| Einwohner | 211    | 263    | 237    | 234    | 253    | 270    | 243    | 322    | 240    | 202    | 207    | 218    | 194    |
| Häuser    | 46     | 48     |        |        | 51     | 56     | 56     | 55     | 54     |        | 57     |        |        |
| Quelle    | [ 23 ] | [ 24 ] | [ 26 ] | [ 28 ] | [ 31 ] | [ 34 ] | [ 36 ] | [ 37 ] | [ 16 ] | [ 38 ] | [ 39 ] | [ 40 ] | [ 1 ]  |

## Religion
Der Ort ist seit der Reformation evangelisch-lutherisch geprägt und Sitz der Pfarrei St. Sebastian, Cornelius und Cyprian. Die Einwohner römisch-katholischer Konfession sind nach St. Johannis (Rothenburg ob der Tauber) gepfarrt.